# Site archéologique de l'Anse-à-Henry
Le site archéologique de l'Anse-à-Henry est un site archéologique situé dans la commune de Saint-Pierre, à Saint-Pierre-et-Miquelon. Il a été classé monument historique en 2021.

## Localisation
Le site se trouve dans le nord de l'ile Saint-Pierre, jouxtant la pointe à Henry, en face de l'ile de Grand Colombier (Saint-Pierre-et-Miquelon).

## Chronologie
Les vestiges trouvés appartiennent à quatre périodes et deux groupes distincts :
- les Amérindiens de l'Archaïque maritime (de 3000 à 1200 av. J.-C.)
- les Amérindiens de l’Indien récent (du Ier au XVe siècle apr. J.-C.)
- les Paléoesquimaux anciens de Growater (en) (de 800 à 100 av. J.-C.)
- les Paléoesquimaux récents du Dorsetien (de 100 à 900 apr. J.-C.)

Il s'agit du site le plus méridional connu ayant livré des vestiges de Paléoesquimaux.

## Historique
Des pierres à broyer et des polissoirs ont été trouvés lors de fouilles archéologiques menées entre 1999 et 2004.
Une nouvelle campagne de fouilles a commencé en 2019, par une équipe menée par les archéologues canadien Réginald Auger et français Grégor Marchand. 